# Outrebois
Outrebois est une commune française située dans le département de la Somme, en région Hauts-de-France.

## Géographie

### Localisation
Outrebois est un village picard du Ponthieu.
A vol d'oiseau, la localité est située à 7 km au nord-ouest de Doullens, 8 km au nord-est de Bernaville, 31 km au nord-est d'Abbeville, 31 km au nord-ouest d'Amiens et à 40 km au sud-ouest d'Arras.
Le territoire de la commune est limitrophe de ceux de sept communes.
Les communes limitrophes sont Autheux, Barly, Boisbergues, Hem-Hardinval, Le Meillard, Mézerolles et Occoches.

### Hydrographie

#### Réseau hydrographique
La commune est située dans le bassin Artois-Picardie. Elle est drainée par l'Authie, le ruisseau de Boisbergues, le Courcelles, le Petit Occoches et un autre petit cours d'eau.
L'Authie, d'une longueur de 108 km, prend sa source dans la commune de Coigneux et se jette  dans la Manche, son embouchure formant une vaste baie, comprise entre Fort-Mahon-Plage et Berck, typique des estuaires picards. Les caractéristiques hydrologiques de l'Authie sont données par la station hydrologique située sur la commune. Le débit moyen mensuel est de 3,84 m3/s. Le débit moyen journalier maximum est de 11,9 m3/s, atteint lors de la crue du 7 février 2024. Le débit instantané maximal est quant à lui de 24,9 m3/s, atteint le même jour.

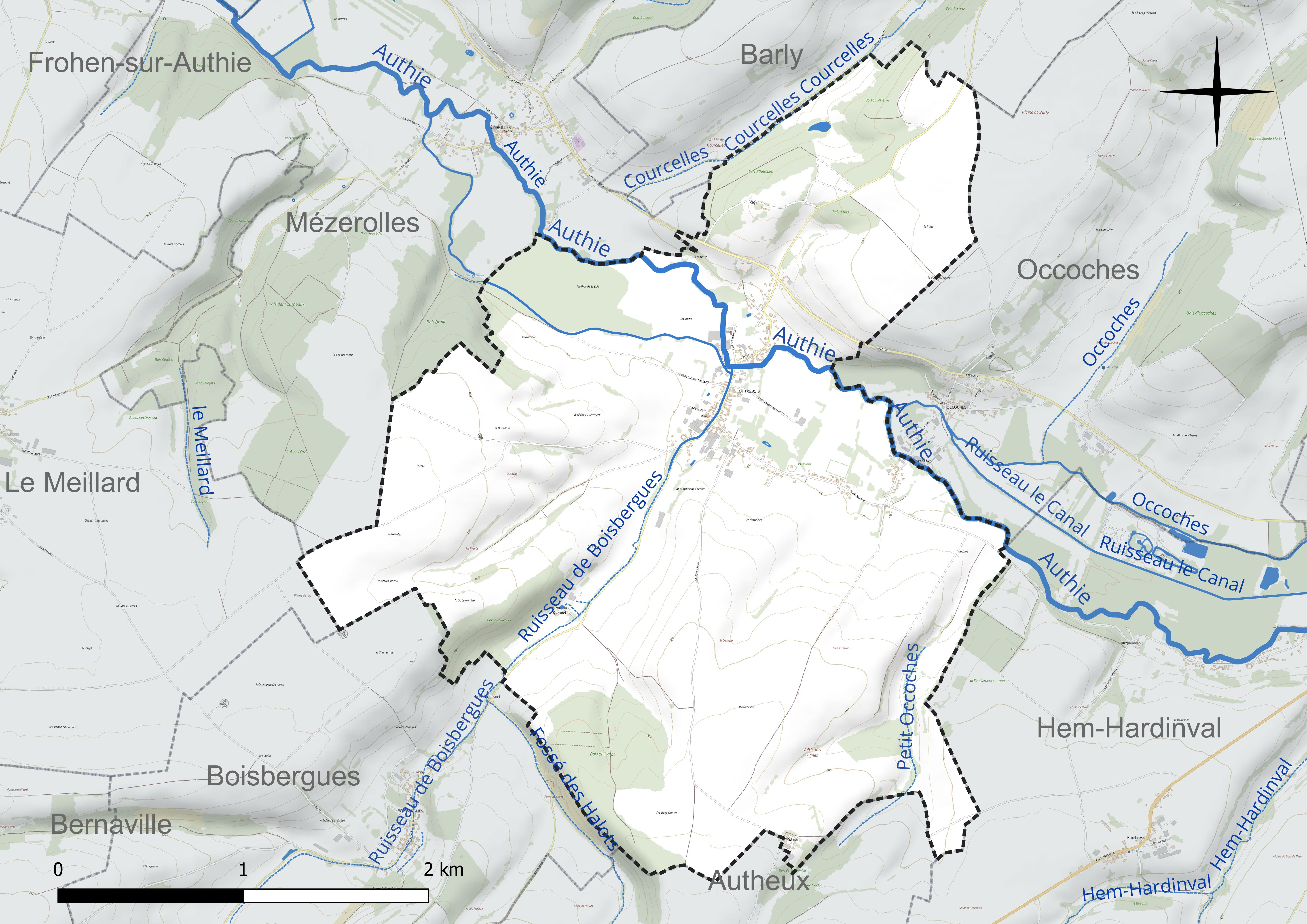
Réseau hydrographique d'Outrebois.

#### Gestion et qualité des eaux
Le territoire communal est couvert par le schéma d'aménagement et de gestion des eaux (SAGE) « Authie ». Ce document de planification concerne un territoire de 1 253 km2 de superficie, délimité par le bassin versant de l'Authie. Le périmètre a été arrêté le 5 août 1999 et le SAGE proprement dit est, en 2024, en cours d'élaboration. La structure porteuse de l'élaboration et de la mise en œuvre est le syndicat mixte Canche Et Authie.
La qualité des cours d'eau peut être consultée sur un site dédié géré par les agences de l'eau et l'Agence française pour la biodiversité.

### Climat
Pour des articles plus généraux, voir Climat des Hauts-de-France et Climat de la Somme.
En 2010, le climat de la commune est de type climat océanique dégradé des plaines du Centre et du Nord, selon une étude du CNRS s'appuyant sur une série de données couvrant la période 1971-2000. En 2020, Météo-France publie une typologie des climats de la France métropolitaine dans laquelle la commune est exposée à un climat océanique et est dans la région climatique Côtes de la Manche orientale, caractérisée par un faible ensoleillement (1 550 h/an) ; forte humidité de l'air (plus de 20 h/jour avec humidité relative > 80 % en hiver), vents forts fréquents.
Pour la période 1971-2000, la température annuelle moyenne est de 10,4 °C, avec une amplitude thermique annuelle de 13,6 °C. Le cumul annuel moyen de précipitations est de 804 mm, avec 12,3 jours de précipitations en janvier et 8,5 jours en juillet. Pour la période 1991-2020, la température moyenne annuelle observée sur la station météorologique la plus proche, située sur la commune de Bernaville à 8 km à vol d'oiseau, est de 10,4 °C et le cumul annuel moyen de précipitations est de 877,3 mm,. Pour l'avenir, les paramètres climatiques de la commune estimés pour 2050 selon différents scénarios d'émission de gaz à effet de serre sont consultables sur un site dédié publié par Météo-France en novembre 2022.

## Urbanisme

### Typologie
Au 1er janvier 2024, Outrebois est catégorisée commune rurale à habitat dispersé, selon la nouvelle grille communale de densité à sept niveaux définie par l'Insee en 2022.
Elle est située hors unité urbaine. Par ailleurs la commune fait partie de l'aire d'attraction d'Amiens, dont elle est une commune de la couronne,. Cette aire, qui regroupe 369 communes, est catégorisée dans les aires de 200 000 à moins de 700 000 habitants,.

### Occupation des sols
L'occupation des sols de la commune, telle qu'elle ressort de la base de données européenne d'occupation biophysique des sols Corine Land Cover (CLC), est marquée par l'importance des territoires agricoles (82,7 % en 2018), une proportion sensiblement équivalente à celle de 1990 (83,3 %). La répartition détaillée en 2018 est la suivante : 
terres arables (53,7 %), prairies (23,3 %), forêts (12,6 %), zones agricoles hétérogènes (5,7 %), zones urbanisées (4,6 %). L'évolution de l'occupation des sols de la commune et de ses infrastructures peut être observée sur les différentes représentations cartographiques du territoire : la carte de Cassini (XVIIIe siècle), la carte d'état-major (1820-1866) et les cartes ou photos aériennes de l'IGN pour la période actuelle (1950 à aujourd'hui).

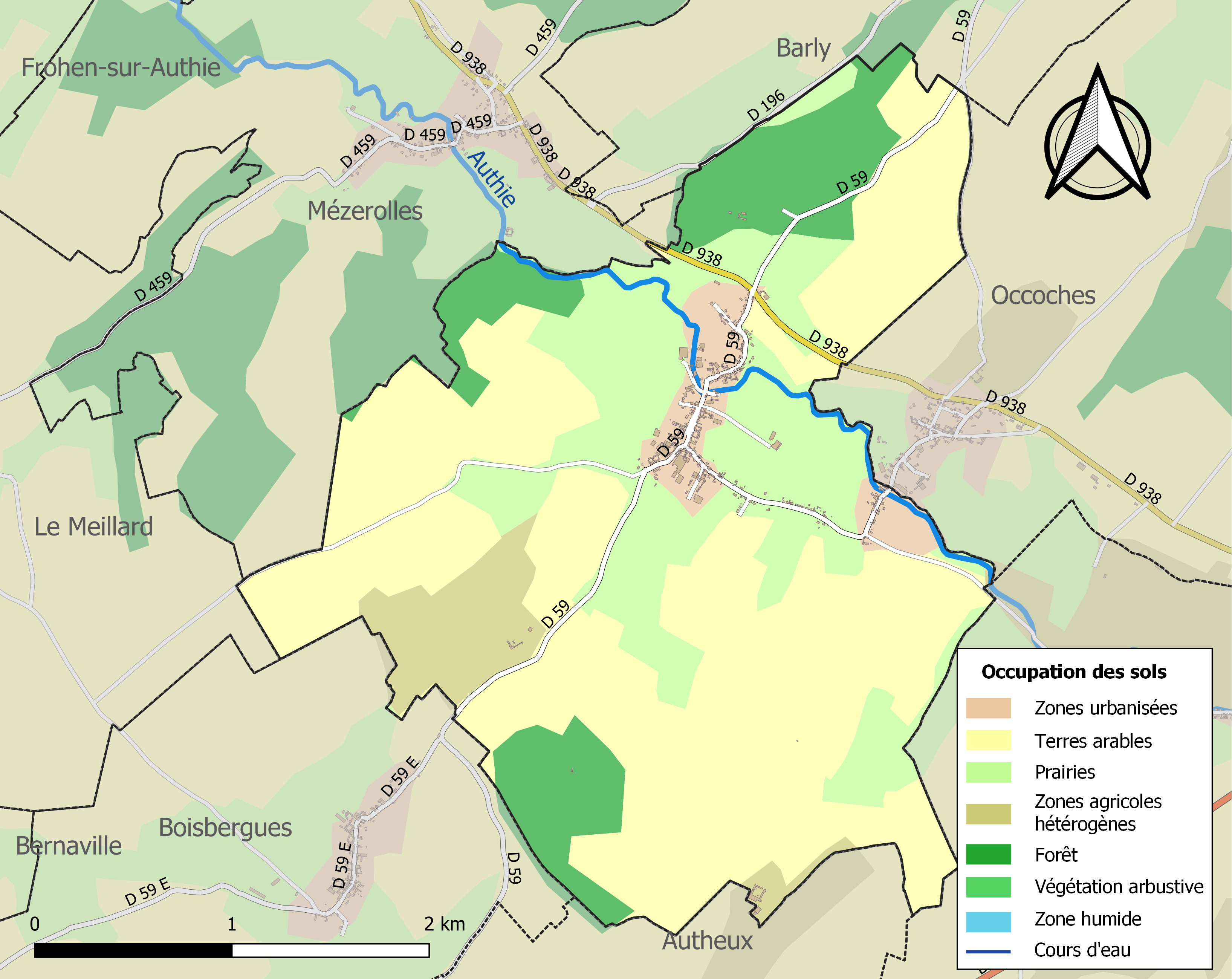
Carte des infrastructures et de l'occupation des sols de la commune en 2018 (CLC).

### Voies de communication et transports
La localité est desservie par les autocars du réseau inter-urbain Trans'80, la ligne no 58 (Auxi-le-Château - Doullens), le jeudi et le samedi, jours de marché.

## Toponymie
Le nom de la localité est attesté sous les formes Ultrabaiz (1067) ; Ultrabais (1131) ; Ultrebais (1146) ; Outrebois (1166) ; Oultrebois (1166) ; Outrebais (1238) ; Ultrabasis (1301) ; Oultrebais (1384) ; Oultrabois (1492) ; Oustrebois (1579) ; Oultreboys (1561).
Ce qui présente des difficultés d'interprétation. Une des explications avancées domine : la situation du village au-delà d'une zone boisée. « Le village situé de l'autre côté du bois ». Autre explication : du latin ultra et du germanique bach devenu bais (ruisseau), « au delà du ruisseau », l'église est sur la rive droite , mais la majeure partie du village est en face sur la rive gauche.

## Histoire
Le domaine d'Outrebois a longtemps appartenu au chapitre de Notre-Dame de Paris,.
La propriété des derniers seigneurs, les de Courcelles, est morcelée et vendue à la Révolution.
En 1899, un moulin à farine est encore en activité grâce à la force hydraulique.

## Politique et administration
| Période                                  | Période                      | Identité          | Étiquette | Qualité                          |
| ---------------------------------------- | ---------------------------- | ----------------- | --------- | -------------------------------- |
| Les données manquantes sont à compléter. |                              |                   |           |                                  |
| 1965                                     | 2001                         | Godefroy Handron, |           |                                  |
| mars 2001                                | En cours (au 8 octobre 2020) | Emmanuel Maréchal |           | Réélu pour le mandat 2020-2026 , |

## Population et société

### Démographie
L'évolution du nombre d'habitants est connue à travers les recensements de la population effectués dans la commune depuis 1793. Pour les communes de moins de 10 000 habitants, une enquête de recensement portant sur toute la population est réalisée tous les cinq ans, les populations de référence des années intermédiaires étant quant à elles estimées par interpolation ou extrapolation. Pour la commune, le premier recensement exhaustif entrant dans le cadre du nouveau dispositif a été réalisé en 2004.

En 2022, la commune comptait 320 habitants, en évolution de +3,56 % par rapport à 2016 (Somme : −1,26 %, France hors Mayotte : +2,11 %).
| 1793 | 1800 | 1806 | 1821 | 1831 | 1836 | 1841 | 1846 | 1851 |
| ---- | ---- | ---- | ---- | ---- | ---- | ---- | ---- | ---- |
| 609  | 552  | 545  | 542  | 515  | 523  | 508  | 504  | 500  |

| 1856 | 1861 | 1866 | 1872 | 1876 | 1881 | 1886 | 1891 | 1896 |
| ---- | ---- | ---- | ---- | ---- | ---- | ---- | ---- | ---- |
| 497  | 521  | 513  | 507  | 506  | 533  | 517  | 494  | 432  |

| 1901 | 1906 | 1911 | 1921 | 1926 | 1931 | 1936 | 1946 | 1954 |
| ---- | ---- | ---- | ---- | ---- | ---- | ---- | ---- | ---- |
| 368  | 395  | 355  | 348  | 314  | 311  | 291  | 294  | 290  |

| 1962 | 1968 | 1975 | 1982 | 1990 | 1999 | 2004 | 2006 | 2009 |
| ---- | ---- | ---- | ---- | ---- | ---- | ---- | ---- | ---- |
| 305  | 298  | 297  | 252  | 251  | 253  | 249  | 248  | 293  |

| 2014 | 2019 | 2022 | - | - | - | - | - | - |
| ---- | ---- | ---- | - | - | - | - | - | - |
| 305  | 317  | 320  | - | - | - | - | - | - |

### Enseignement
Un regroupement pédagogique concentré (RPC) est mis en place à l'école des Fontaines bleues de Mézerolles depuis 2005. Il associe les communes de Remaisnil, Heuzecourt, Barly, Outrebois, Occoches, Boisbergues, Le Meillard, Béalcourt et Frohen-sur-Authie. Une salle multi-activités est inaugurée en septembre 2019.

### Vie associative
La Truite rapide, association de pêche locale, a fusionné avec sa voisine, La gaule d'Occoches.

## Culture locale et patrimoine

### Lieux et monuments
- Église Saint-Séverin.
- Chapelle Notre-Dame-des-Sept-Douleurs, dans le cimetière.
- Le château blanc, qui semble être la demeure de Jacques de Gorenflos en 1671 : protestant fondateur en 1700 du village de Friedrichstal (Allemagne)[39].

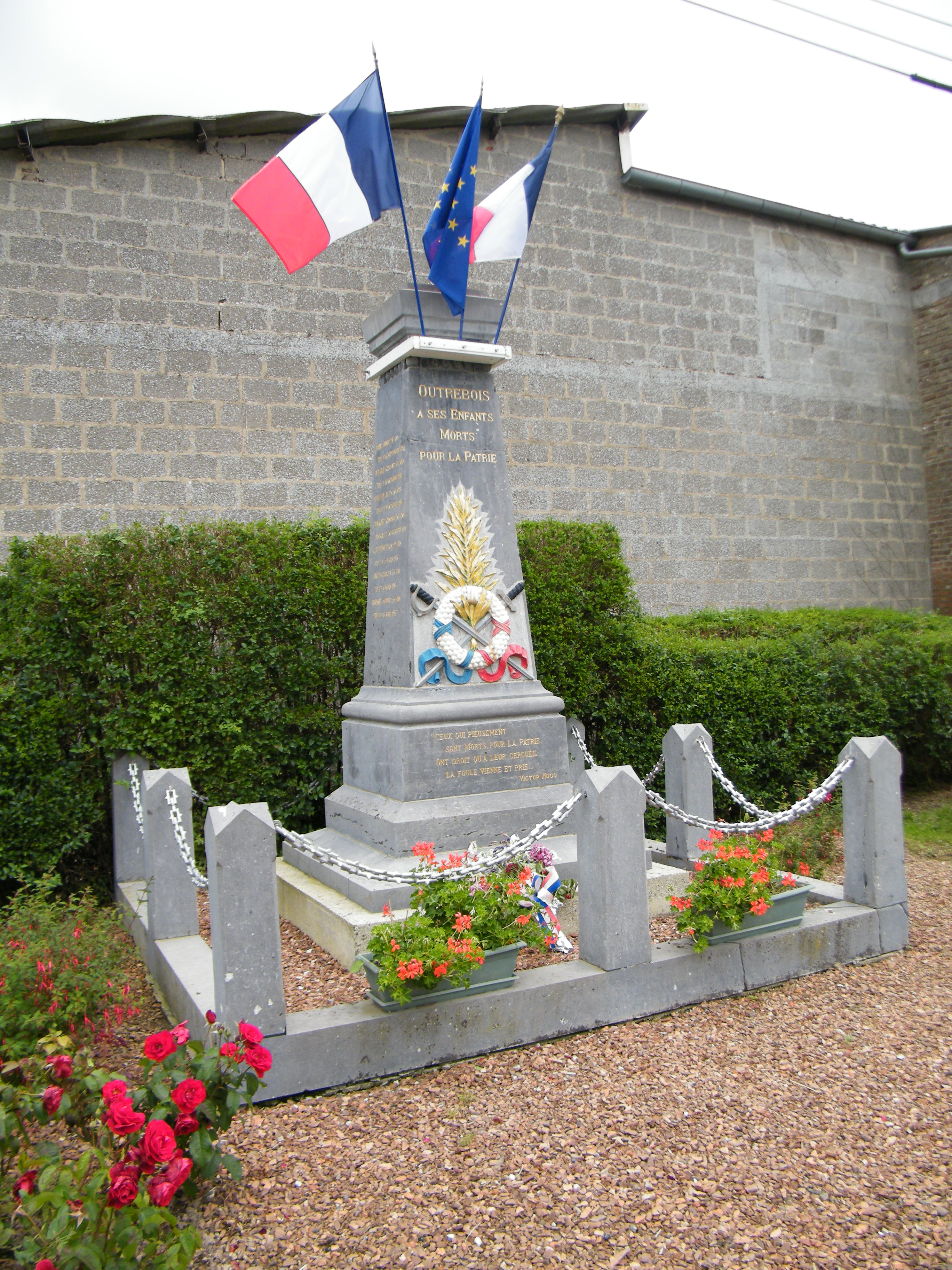
Monument des guerres mondiales.
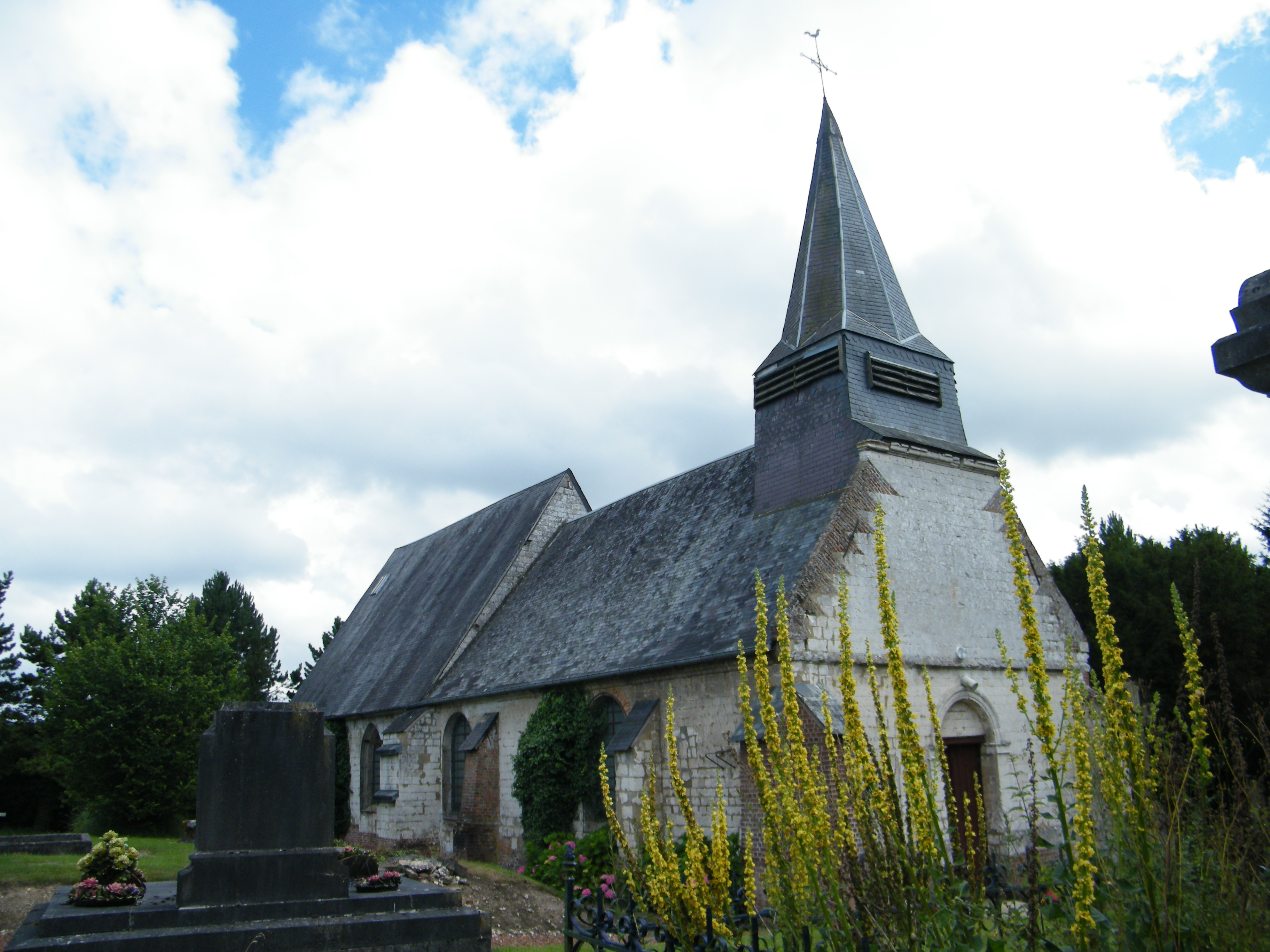
Saint-Séverin.
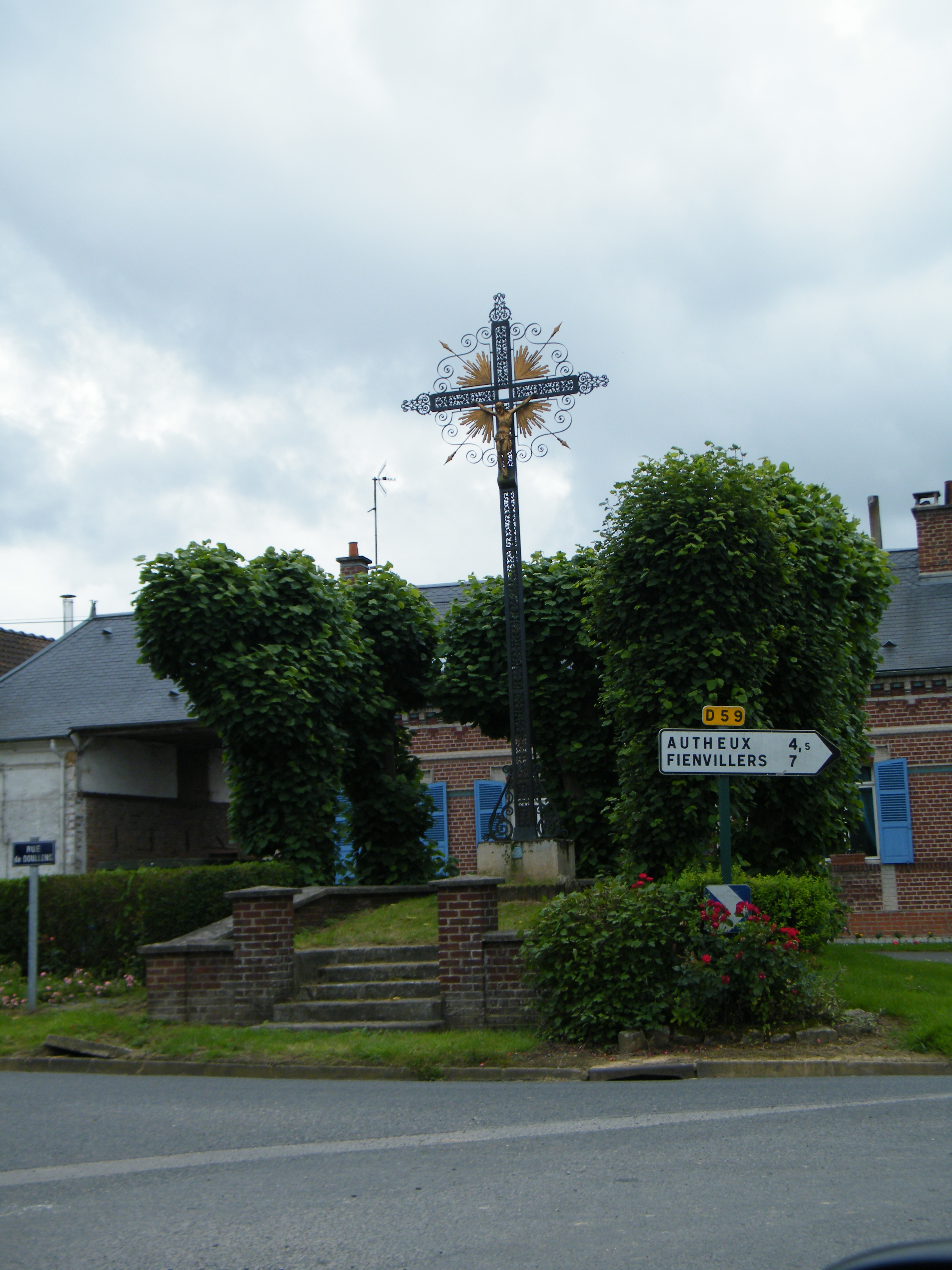
Au centre du village.
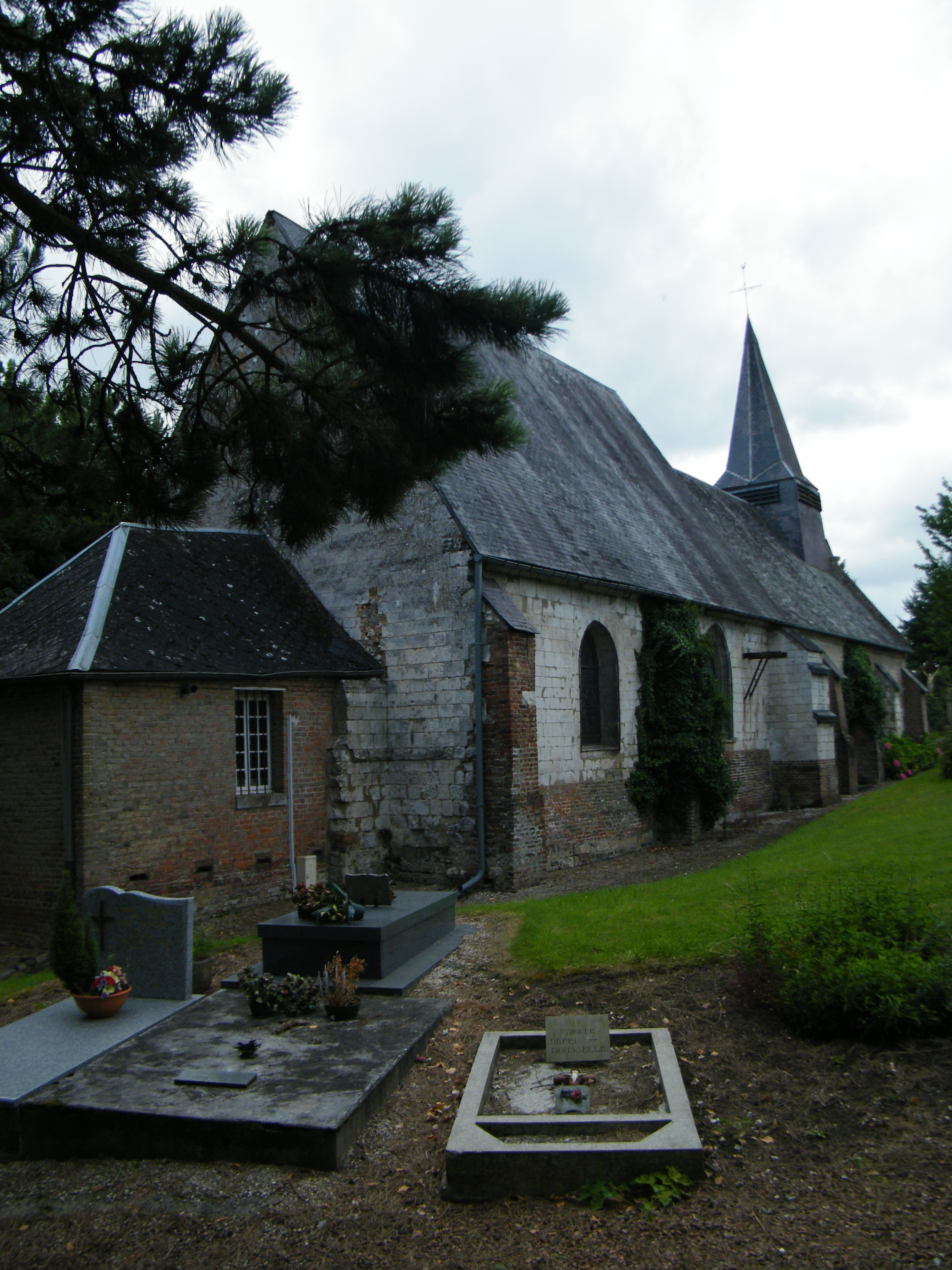
Vue du chevet.
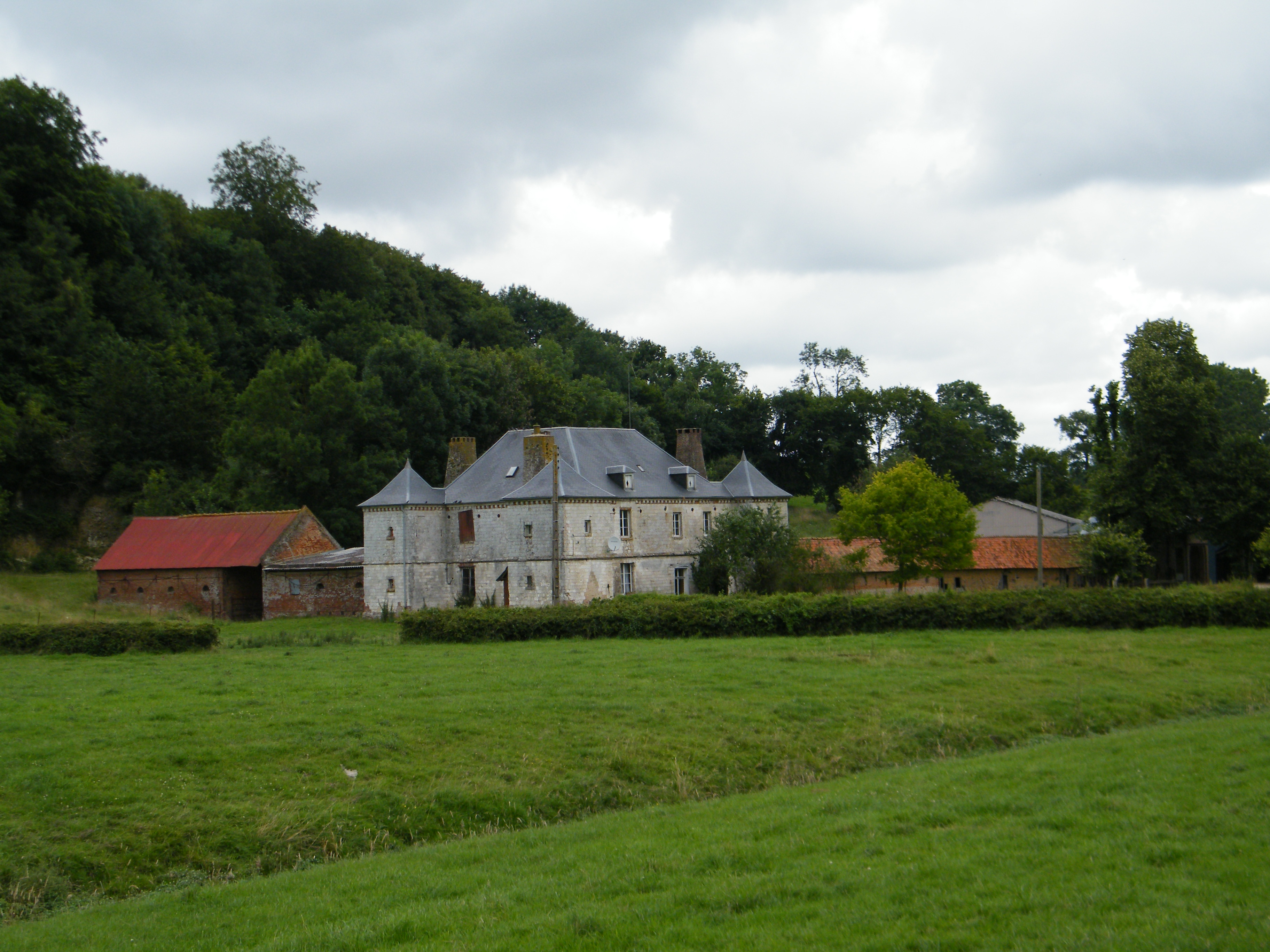
Château-ferme entre Outrebois et Boisbergues.

### Personnalités liées à la commune
- Raymond Lasserre (Outrebois 1922 - Naples 1944), officier des FFL, blessé par une mine le 22 mai 1944 à Pontecorvo, décédé le 26 juin 1944 à l'hôpital Bagnoli à Naples, Compagnon de la Libération.

### Outrebois dans la littérature
- Une occurrence du village d'Outrebois dans La Fièvre de Jean-Marie Gustave Le Clézio, éd. Gallimard.
- Récit de Benoît Rivillon ayant les habitants et les environs d'Outrebois comme support, éd. Mon petit éditeur.

### Héraldique
| Blason de Outrebois | Blason  | De gueules à trois chevrons de vair ; au franc-quartier de gueules chargé d'un lion d'or armé et lampassé d'azur. |
| Blason de Outrebois | Détails | Blason inspiré des armes de Gilles d'Amiens, seigneur d'Outrebois et de Canaples, telles qu'elles apparaissent sur un sceau de 1284 appendu à une confirmation de dons octroyés par Pierre d'Amiens, son père, et où les couleurs du lion en brisure ont été supposées. Adopté en 2019. |